# PwPostL Bay 85
Bei den bayerischen PwPostL Bay 85 handelt es sich um kombinierte Post- und Packwagen der Königlich Bayerischen Staatseisenbahnen für den Einsatz in Lokalbahnzügen. Sie wurden im Wagenstandsverzeichnis von 1897 unter der Blatt-Nr. 327 und im Verzeichnis von 1913 unter den Blatt-Nr. 598 geführt.

## Entwicklung
Mit dem größer werdenden Streckennetz an Lokalbahnen (ab 1884 als solche bezeichnet) einher ging der Bedarf an passenden Wagen für den Personenverkehr. Diese Wagen erhielten Buchstaben „L“ als Gattungsmerkmal. Ab 1880 wurden für diese Verkehre leichte Wagen mit einheitlichen Abmessungen beschafft. Sie gab es in der Bauform mit äußeren Bretterverschalungen als auch als solche mit Blechbeplankung. Diese Wagen waren für den Militärtransport nicht geeignet.

## Beschaffung
In einer ersten Serie wurden in dem Zeitraum zwischen 1880 und 1886 insgesamt 232 Wagen der Gattungen BCL, CL, PBL und PPostL beschafft. Neben einem einheitlichen Grundriss hatten sie offene Endplattformen mit einfachen Eisenstangen als Sicherung an den Aufstiegen und nur durch Bügel gesicherte Personalübergänge.
Da eigene Wagen für den Postverkehr auf den schwach frequentierten Lokalbahnstrecken zu aufwendig und kostenintensiv waren wurden in dem Zeitraum von 1882 bis 1886 insgesamt 56 kombinierte Gepäck- und Postwagen beschafft. Von diesen gehörten insgesamt 14 Stück zu der Gattung PwPostl nach ursprünglichen Blatt-Nr. 327. Im Verzeichnis von 1913 hatten die Wagen die Blatt-Nummer 598. Bis auf die äußere Gestaltung entsprachen sie den Wagen nach Blatt-Nr. 325. Im Gegensatz zu diesen hatten die Wagen nach Blatt 327 eine Beplankung aus Blech.

## Konstruktive Merkmale

### Untergestell
Der Rahmen der Wagen war komplett aus Profileisen aufgebaut und genietet. Die äußeren Längsträger hatten Doppel-T-Form mit einer Höhe von 200 mm. Die Querträger und die inneren Längsträger waren aus U-Profilen und nicht gekröpft. Als Zugeinrichtung hatten die Wagen Schraubenkupplungen nach VDEV. Die Zugstange war durchgehend und mittig gefedert. Als Stoßeinrichtung besaßen die Wagen ursprünglich zweifach geschlitzte Korbpuffer mit einer Einbaulänge von 612 mm und 360 mm für die Pufferteller. An beiden Wagenenden waren eine offene Übergangsbühne mit einer Breite von 700 mm vorhanden.

### Laufwerk
Die Wagen hatten aus Blechen und Winkeln genietete Achshalter der kurzen, geraden Bauform. Gelagert waren die Achsen in Gleitachslagern. Die Räder hatten Speichenradkörper des bayerischen Typs 37. Im Verzeichnis von 1891 wurden die Wagen mit sog. Schraubenbremsen aufgeführt. Gemäß dem Verzeichnis von 1897 erfolgte bis dahin eine Umrüstung auf die für die bayerischen Lokalbahnwagen gebräuchliche durchgehende Saugluftbremse nach System Hardy. Die Bremsen wirkten jeweils nur einseitig auf die nach den Endplattformen zeigenden Radseiten.

### Wagenkasten
Der Rahmen des Wagenkastens bestand aus einem hölzernen Ständerwerk, welches durch stählerne Zugbänder versteift wurde. Die Wände waren außen mit Blechen beplankt, die Stoßfugen wurden durch Deckleisten gesichert. Die Seiten- und die Stirnwände waren gerade, auf die Endplattformen zu beiden Seiten führten nach innen aufschlagende Drehtüren. Das flache Tonnendach war an den Seiten stärker gerundet und ging direkt in die Seitenwände über und ragte über die Übergangsbühne hinaus. Von der Übergangsbühne aus erfolgte der Zugang zum Wagen. Der Wagenkasten war durch eine Zwischenwand mit Türe in einen Post- und Gepäckbereich geteilt.
Auf beiden Seiten gab es 1500 mm breite zweiteilige, nach innen aufschlagende Drehtüren als Ladetüren zum Gepäckabteil. Die Wagenübergänge an den Stirnseiten waren nur durch das Personal zu nutzen.

### Ausstattung
Der Wagenkasten war in ein Postabteil und ein Gepäckabteil unterteilt. Bei einem Teil der Wagen wurde der Postraum um 1.000 mm vergrößert, so dass beide Abteile gleich groß waren. Bei diesen Wagen wurde jeweils eine zusätzliche, seitliche Drehtüre von 700 mm Breite zur Beladung des Postabteils eingebaut. Das Postabteil hatte vergitterte Fenster. Zusätzlich waren alle Wagen mit einem unter den Längsträgern angebrachten Kleinviehabteil ausgestattet.
Beleuchtet wurden die Wagen mit Petroleumleuchten. Die Beheizung erfolgte mit Dampf durch einen in der Zwischenwand stehenden Röhrenofen. Zur Belüftung gab es statische Lüfter auf dem Dach.

## Skizzen, Musterblätter, Fotos

Ansicht nach Blatt 108 aus dem WV von 1891
Ansicht nach Blatt 109 aus dem WV von 1891
Ansicht nach Blatt 327 aus dem WV von 1897
Ansicht nach Blatt 598 aus dem WV von 1913

## Wagennummern
Die Daten zu den Wagen sind den Wagenpark-Verzeichnissen der Kgl.Bayer.Staatseisenbahnen, aufgestellt nach dem Stande vom 31. März 1897 und 1913 entnommen.
| Herstelldaten                | Herstelldaten                | Herstelldaten                | Gattungszeichen je Epoche Wagennummern je Epoche (mit Direktionsangaben) | Gattungszeichen je Epoche Wagennummern je Epoche (mit Direktionsangaben) | Gattungszeichen je Epoche Wagennummern je Epoche (mit Direktionsangaben) | Gattungszeichen je Epoche Wagennummern je Epoche (mit Direktionsangaben) | Gattungszeichen je Epoche Wagennummern je Epoche (mit Direktionsangaben) | Gattungszeichen je Epoche Wagennummern je Epoche (mit Direktionsangaben) | Gattungszeichen je Epoche Wagennummern je Epoche (mit Direktionsangaben) | Gattungszeichen je Epoche Wagennummern je Epoche (mit Direktionsangaben) | Fahrgestell u. Ausstattung | Fahrgestell u. Ausstattung | Fahrgestell u. Ausstattung | Fahrgestell u. Ausstattung | Fahrgestell u. Ausstattung | Fahrgestell u. Ausstattung | Fahrgestell u. Ausstattung | Fahrgestell u. Ausstattung | Fahrgestell u. Ausstattung | Zusatzinfos |
| Bau- jahr                    | Her- steller                 | An- zahl                     | ab 1876                                                                  | ab 1893                                                                  | ab 1897                                                                  | ab 1913                                                                  | DR (ab 1923)                                                             | DRG (ab 1930)                                                            | Ausge- mustert                                                           | letzt. Heimat-Bf.                                                        | Brem- sen                  | Bl.                        | Hz.                        | Art u. Anz. Räume je Typ   | Art u. Anz. Räume je Typ   | Art u. Anz. Räume je Typ   | Art u. Anz. Räume je Typ   | Art u. Anz. Räume je Typ   | Art u. Anz. Räume je Typ   | Bemerkung |
| Blatt-Nr. aus WV von Gattung | Blatt-Nr. aus WV von Gattung | Blatt-Nr. aus WV von Gattung | 108 1891 J                                                               | Plan 1893 PPost                                                          | 326 1897 PPostL                                                          | 598 1913 PPostL                                                          | PwPostL Bay 85                                                           | PwPostL Bay 85                                                           |                                                                          |                                                                          | (siehe jew. Legende)       | (siehe jew. Legende)       | (siehe jew. Legende)       | A                          | D                          | G                          | P                          | V                          | Z                          | |
| ---------------------------- | ---------------------------- | ---------------------------- | ------------------------------------------------------------------------ | ------------------------------------------------------------------------ | ------------------------------------------------------------------------ | ------------------------------------------------------------------------ | ------------------------------------------------------------------------ | ------------------------------------------------------------------------ | ------------------------------------------------------------------------ | ------------------------------------------------------------------------ | -------------------------- | -------------------------- | -------------------------- | -------------------------- | -------------------------- | -------------------------- | -------------------------- | -------------------------- | -------------------------- | --- |
| 1885                         |                              | 3                            | 21 047                                                                   | 18 547                                                                   | 18 585                                                                   | 18 585                                                                   |                                                                          |                                                                          |                                                                          |                                                                          | Pl; Hbr                    | P                          | D                          |                            |                            | 1                          | 1                          | 1                          |                            | im Gegensatz zur Zeichnung Blatt 108 wurde der Postraum vergrößert und entspricht im Erscheinungsbild dem Blatt 109 |
| 1885                         | 21 959                       | 3                            | 18 566                                                                   | 18 604                                                                   | 18 604                                                                   |                                                                          |                                                                          |                                                                          |                                                                          |                                                                          | Pl; Hbr                    | P                          | D                          |                            |                            | 1                          | 1                          | 1                          |                            | im Gegensatz zur Zeichnung Blatt 108 wurde der Postraum vergrößert und entspricht im Erscheinungsbild dem Blatt 109 |
| 1885                         | 21 961                       | 3                            | 18 568                                                                   | 18 606                                                                   | 18 606                                                                   |                                                                          |                                                                          |                                                                          |                                                                          |                                                                          | Pl; Hbr                    | P                          | D                          |                            |                            | 1                          | 1                          | 1                          |                            | im Gegensatz zur Zeichnung Blatt 108 wurde der Postraum vergrößert und entspricht im Erscheinungsbild dem Blatt 109 |
| Blatt-Nr. aus WV von Gattung | Blatt-Nr. aus WV von Gattung | Blatt-Nr. aus WV von Gattung | 109 1891 J                                                               | Plan 1893 PPost                                                          | 326 1897 PPostL                                                          | 598 1913 PPostL                                                          | PwPostL Bay 85                                                           | PwPostL Bay 85                                                           |                                                                          |                                                                          | (siehe jew. Legende)       | (siehe jew. Legende)       | (siehe jew. Legende)       | A                          | D                          | G                          | P                          | V                          | Z                          | |
| 1886                         |                              | 11                           | 22 433                                                                   | 18 574                                                                   | 18 612                                                                   | 18 612                                                                   |                                                                          |                                                                          |                                                                          |                                                                          | Pl; Hbr                    | P                          | D                          |                            |                            | 1                          | 1                          | 1                          |                            | |
| 1886                         | 22 434                       | 11                           | 18 575                                                                   | 18 613                                                                   | 18 613                                                                   |                                                                          |                                                                          |                                                                          |                                                                          |                                                                          | Pl; Hbr                    | P                          | D                          |                            |                            | 1                          | 1                          | 1                          |                            | |
| 1886                         | 22 435                       | 11                           | 18 576                                                                   | 18 614                                                                   | 18 614                                                                   |                                                                          |                                                                          |                                                                          |                                                                          | Oberwagenlaternenstützen mit Aufstiegsleitern                            | Pl; Hbr                    | P                          | D                          |                            |                            | 1                          | 1                          | 1                          |                            | |
| 1886                         | 22 436                       | 11                           | 18 577                                                                   | 18 615                                                                   | 18 615                                                                   |                                                                          |                                                                          |                                                                          |                                                                          |                                                                          | Pl; Hbr                    | P                          | D                          |                            |                            | 1                          | 1                          | 1                          |                            | |
| 1886                         | 22 437                       | 11                           | 18 578                                                                   | 18 616                                                                   | 18 616                                                                   |                                                                          |                                                                          |                                                                          |                                                                          |                                                                          | Pl; Hbr                    | P                          | D                          |                            |                            | 1                          | 1                          | 1                          |                            | |
| 1886                         | 22 438                       | 11                           | 18 579                                                                   | 18 617                                                                   | 18 617                                                                   |                                                                          |                                                                          |                                                                          |                                                                          |                                                                          | Pl; Hbr                    | P                          | D                          |                            |                            | 1                          | 1                          | 1                          |                            | |
| 1886                         | 22 439                       | 11                           | 18 580                                                                   | 18 618                                                                   | 18 618                                                                   |                                                                          |                                                                          |                                                                          |                                                                          |                                                                          | Pl; Hbr                    | P                          | D                          |                            |                            | 1                          | 1                          | 1                          |                            | |
| 1886                         | 22 440                       | 11                           | 18 581                                                                   | 18 619                                                                   | 18 619                                                                   |                                                                          |                                                                          |                                                                          |                                                                          |                                                                          | Pl; Hbr                    | P                          | D                          |                            |                            | 1                          | 1                          | 1                          |                            | |
| 1886                         | 22 441                       | 11                           | 18 582                                                                   | 18 620                                                                   | 18 620                                                                   |                                                                          |                                                                          |                                                                          |                                                                          | Nebenbahn Auftstiegstritte; Postraum verkleinert                         | Pl; Hbr                    | P                          | D                          |                            |                            | 1                          | 1                          | 1                          |                            | |
| 1886                         | 22 442                       | 11                           | 18 583                                                                   | 18 621                                                                   | 18 621                                                                   |                                                                          |                                                                          |                                                                          |                                                                          | Nebenbahn Auftstiegstritte                                               | Pl; Hbr                    | P                          | D                          |                            |                            | 1                          | 1                          | 1                          |                            | |
| 1886                         | 22 567                       | 11                           | 18 584                                                                   | 18 622                                                                   | 18 622                                                                   |                                                                          |                                                                          |                                                                          |                                                                          | Nebenbahn Auftstiegstritte                                               | Pl; Hbr                    | P                          | D                          |                            |                            | 1                          | 1                          | 1                          |                            | |